# Jawa-ČZ 125/355
Jawa-ČZ 125 typ 355, lidově zvaný kývačka, je motocykl, vyráběný v letech 1956–1960. Nástupcem se stal v roce 1959 jednovýfukový model ČZ 125/453.
Motocykl byl vyráběn ve spolupráci ČZ a Jawy. Vyráběn byl ve Strakonicích. Byl postaven na stejné konstrukci jako Jawa 250 kývačka s tím, že rám byl přizpůsoben menšímu motoru dodávanému firmou ČZ.

## Technické parametry
- Rám: trubkový ocelový
- Suchá hmotnost: 112 kg
- Pohotovostní hmotnost: 125 kg
- Maximální rychlost: 75 km/h
- Spotřeba paliva: 3,0 l/100 km